# Théâtre national de l'Opéra-Comique
Il Théâtre national de l'Opéra-Comique è un teatro parigino situato in place Boieldieu, nel II arrondissement.

## Storia del teatro
L'Opéra-Comique fu fondato il 26 dicembre 1714 da Catherine Baron e Gautier de Saint-Edme utilizzando attori del Théâtre de la foire Saint-Laurent. Il suo repertorio era costituito soprattutto da pantomime e da parodie di opere liriche.
L'inizio fu difficile ed il teatro conobbe diverse chiusure temporanee, dal 1719 al 1720 e poi dal 1722 al 1723. Nel 1743 Jean Monnet assunse la direzione del teatro ed invitò a collaborare il commediografo Charles Simon Favart. Il successo fu immediato ma creò problemi agli altri teatri di Parigi. Per rimediare, le autorità cittadine ordinarono la chiusura del teatro dal 1745 al 1751. In quell'anno i parigini ottennero la riapertura del teatro sotto la direzione dello stesso Monnet.
Nel 1762, l'Opéra-Comique si fuse con il Théâtre italien de Paris-Comédie italienne assumendo il nome di Comédie-Italienne o Théâtre-Italien. Tuttavia, nel 1780, il complesso riassunse la denominazione di Opéra-Comique. La "salle Favart" fu inaugurata nel 1783, nel posto in cui si trova ancora oggi il Théâtre national de l'Opéra-Comique.
Durante la Rivoluzione francese, l'Opéra-Comique proseguì la sua attività pur subendo la spietata concorrenza del Théâtre Feydeau. Nel 1801, le due compagnie si fusero assieme fondando, il 16 settembre, il "Théâtre national de l'Opéra-Comique". Nel corso degli anni, il funzionamento dell'istituzione oscillò fra una società di artisti ed un gruppo teatrale gestito da un direttore.
Nel 1820 a causa dell'Assassinio del duca di Berry ospita la compagnia dell'Académie Royale de Musique.
Il XIX secolo fu un'epoca di grande successo per il teatro grazie all'opera di compositori come Adam, Auber, Bizet, David, Massenet così come Bochsa, il celebre arpista eccentrico, che compose sette opere rappresentate all'Opéra-Comique.
Il 17 novembre 1866, l'Opéra-Comique, diretta da Adolphe de Leuven, presentò per la prima volta un'opera di Ambroise Thomas che ebbe subito un grande successo: Mignon di Michel Carré e Jules Barbier il cui libretto venne ispirato da un'opera di Wilhelm Meister.
Nel 1880, il nuovo direttore Léon Carvalho, ripropose Mignon con una nuova cantante statunitense, Marie van Zandt (1858-1919), soprannominata miss Fauvette o miss Caprice. Dopo qualche successo con Le Pardon de Ploërmel e Les Noces de Figaro, Carvalho fece cantare alla diva Il barbiere di Siviglia di Rossini, ma il suo accento americano fece scandalo ed ella decise di lasciare.
Le difficoltà finanziarie incontrate dal teatro nel 1930, ebbero termine con l'intervento finanziario dello stato francese che nel 1936 riunì il teatro sotto la denominazione di Réunion des théâtres lyriques nationaux.
Dopo una prima chiusura nel 1971, il Théâtre national de l'Opéra-Comique cessò la sua attività il 30 novembre 1972. Nel 1974 la sala Favart prese il nome di Opéra Studio, ed è considerato un luogo di formazione di giovani attori. Nel 1978, l'Opéra-Studio venne chiusa e la sala fu messa a disposizione dell'Opéra national de Paris-Théâtre national de l'Opéra.
Nel 1990, il Théâtre national de l'Opéra-Comique ritrovò la sua autonomia sotto forma di una legge associativa del 1901.
Dal 1º gennaio 2005 il teatro diventa "istituto pubblico industriale e commerciale" conferendogli, tramite decreto, una missione molto ampia poiché può rappresentare opere liriche, ma anche opere senza musica; il suo repertorio spazia dalla musica barocca alla musica contemporanea.

## Premières principali
| Data              | Compositore                     | Titolo                            |
| ----------------- | ------------------------------- | --------------------------------- |
| 30 luglio 1753    | Antoine Dauvergne               | Les troqueurs                     |
| 26 luglio 1757    | Egidio Romualdo Duni            | Le peintre amoureux de son modèle |
| 9 marzo 1759      | François-André Danican Philidor | Blaise le savetier                |
| 22 agosto 1761    | François-André Danican Philidor | Le maréchal ferrant               |
| 14 settembre 1761 | Pierre-Alexandre Monsigny       | On ne s'avise jamais de tout      |
| 22 novembre 1762  | Pierre-Alexandre Monsigny       | Le roy et le fermier              |
| 27 febbraio 1765  | François-André Danican Philidor | Tom Jones                         |
| 20 agosto 1768    | André Grétry                    | Le Huron                          |
| 5 gennaio 1769    | André Grétry                    | Lucile                            |
| 6 marzo 1769      | Pierre-Alexandre Monsigny       | Le déserteur                      |
| 20 settembre 1769 | André Grétry                    | Le tableau parlant                |
| 16 dicembre 1771  | André Grétry                    | Zémire et Azor                    |
| 12 giugno 1776    | André Grétry                    | Les mariages samnites             |
| 3 gennaio 1780    | André Grétry                    | Aucassin et Nicolette             |
| 21 ottobre 1784   | André Grétry                    | Richard Coeur-de-lion             |
| 4 agosto 1785     | Nicolas Dalayrac                | L'amant statue                    |
| 15 maggio 1786    | Nicolas Dalayrac                | Nina, ou La folle par amour       |
| 14 gennaio 1789   | Nicolas Dalayrac                | Les deux petits savoyards         |
| 4 settembre 1790  | Étienne Méhul                   | Euphrosine                        |
| 15 gennaio 1791   | Rodolphe Kreutzer               | Paolo e Virginia                  |
| 9 aprile 1791     | André Grétry                    | Guglielmo Tell                    |
| 3 maggio 1792     | Étienne Méhul                   | Stratonice                        |
| 6 maggio 1794     | Étienne Méhul                   | Mélidore et Phrosine              |
| 11 ottobre 1799   | Étienne Méhul                   | Ariodant                          |
| 23 ottobre 1800   | Nicolas Dalayrac                | Maison à vendre                   |
| 16 settembre 1801 | François-Adrien Boieldieu       | Le calife de Bagdad               |
| 17 maggio 1806    | Étienne Méhul                   | Uthal                             |
| 17 febbraio 1807  | Étienne Méhul                   | Joseph                            |
| 9 maggio 1807     | Nicolas Isouard                 | Les rendez-vous bourgeois         |
| 22 febbraio 1810  | Nicolas Isouard                 | Cendrillon                        |
| 4 aprile 1812     | François-Adrien Boieldieu       | Jean de Paris                     |
| 29 marzo 1821     | Ferdinando Paër                 | Le maître de chapelle             |
| 10 dicembre 1825  | François-Adrien Boieldieu       | La dame blanche                   |
| 28 gennaio 1830   | Daniel Auber                    | Fra Diavolo                       |
| 3 maggio 1831     | Ferdinand Hérold                | Zampa                             |
| 15 dicembre 1832  | Ferdinand Hérold                | Le Pré aux clercs                 |
| 25 settembre 1834 | Adolphe Adam                    | Le chalet                         |
| 16 dicembre 1835  | Fromental Halévy                | L'éclair                          |
| 13 ottobre 1836   | Adolphe Adam                    | Le postillon de Lonjumeau         |
| 2 dicembre 1837   | Daniel Auber                    | Il domino nero                    |
| 11 febbraio 1840  | Gaetano Donizetti               | La figlia del reggimento          |
| 6 marzo 1841      | Daniel Auber                    | Les diamants de la Couronne       |
| 6 dicembre 1846   | Hector Berlioz                  | La damnation de Faust             |
| 28 dicembre 1847  | Daniel Auber                    | Haydée                            |
| 3 gennaio 1849    | Ambroise Thomas                 | Le caïd                           |
| 18 maggio 1849    | Adolphe Adam                    | Le toréador                       |
| 20 aprile 1850    | Ambroise Thomas                 | Le songe d'une nuit d'été         |
| 4 febbraio 1853   | Victor Massé                    | Les noces de Jeannette            |
| 16 febbraio 1854  | Giacomo Meyerbeer               | L'étoile du nord                  |
| 23 febbraio 1856  | Daniel Auber                    | Manon Lescaut                     |
| 4 aprile 1859     | Giacomo Meyerbeer               | Le pardon de Ploërmel             |
| 17 novembre 1866  | Ambroise Thomas                 | Mignon                            |
| 23 novembre 1867  | Jacques Offenbach               | Robinson Crusoé                   |
| 22 maggio 1872    | Georges Bizet                   | Djamileh                          |
| 12 giugno 1872    | Camille Saint-Saëns             | La princesse jaune                |
| 24 maggio 1873    | Léo Delibes                     | Le roi l'a dit                    |
| 3 marzo 1875      | Georges Bizet                   | Carmen                            |
| 10 febbraio 1881  | Jacques Offenbach               | I racconti di Hoffmann            |
| 14 aprile 1883    | Léo Delibes                     | Lakmé                             |
| 19 gennaio 1884   | Jules Massenet                  | Manon                             |
| 18 maggio 1887    | Emmanuel Chabrier               | Le roi malgré lui                 |
| 7 maggio 1888     | Édouard Lalo                    | Le roi d'Ys                       |
| 15 maggio 1889    | Jules Massenet                  | Esclarmonde                       |
| 30 maggio 1890    | André Messager                  | La Basoche                        |
| 18 giugno 1891    | Alfred Bruneau                  | Le rêve                           |
| 23 novembre 1893  | Alfred Bruneau                  | L'attaque du moulin               |
| 24 maggio 1899    | Jules Massenet                  | Cendrillon                        |
| 2 febbraio 1900   | Gustave Charpentier             | Louise                            |
| 20 novembre 1901  | Jules Massenet                  | Grisélidis                        |
| 30 aprile 1902    | Claude Debussy                  | Pelléas et Mélisande              |
| 10 maggio 1907    | Paul Dukas                      | Ariane et Barbe-bleue             |
| 5 giugno 1907     | André Messager                  | Fortunio                          |
| 30 novembre 1910  | Ernest Bloch                    | Macbeth                           |
| 19 maggio 1911    | Maurice Ravel                   | L'heure espagnole                 |
| 15 maggio 1914    | Henri Rabaud                    | Mârouf, savetier du Caire         |
| 16 dicembre 1927  | Darius Milhaud                  | Le pauvre matelot                 |
| 3 giugno 1947     | Francis Poulenc                 | Les mamelles de Tirésias          |
| 6 febbraio 1959   | Francis Poulenc                 | La voce umana                     |